# Vincenzo Ruffo
Vincenzo Ruffo (Verona, 1510 - 1587) fou un músic madrigalista veronès.
Fou successivament mestre de capella de les catedrals de Milà i de Verona, i es distingí com a compositor molt fecund, assolint les seves produccions uns èxits immensos, com ho proven el fet que foren editades amb molta freqüència. Encara que coetani de Palestrina no deixà també de gaudir de gran anomenada. Com a professor és possible que tingués coma alumne a Giammateo Asola (1524-1609).
Entre les seves obres cal citar: una col·lecció de misses a 5 veus; dos llibres de motets a 5 i 6 veus; sis llibres de madrigals de 5 a 8 veus; una col·lecció de Magnificat; una altra de salms; cançons, etc.